# Castello di Belforte (Borgo Val di Taro)
Il castello di Belforte sorge su una collinetta alle pendici del monte Binage, presso Borgo Val di Taro.

## Storia
Il castello è stato di proprietà della famiglia Platoni. Fu costruito nel XII secolo dal Comune di Parma per presidiare le strade che portavano alla Lunigiana. Fu poi conquistato da Federico II di Svevia, che lo passò al figlio Enzo, probabilmente nel 1247. Per alcuni anni viene posseduto, a turno, dai Rossi e dai Sanvitale, fin quando, nel 1404, i Visconti elevano l'antico feudo in contea. Il Conte Luigi Sanvitale di Fontanellato, di Belforte, di Noceto,(nato nel 1601 e + nel 1664), fú creato, nel 1646, Marchese di Belforte. Quindi, Il castello divenne feudo dei Sanvitale, con il paese e le sue pertinenze, fino al 1733, quando il forte passa ai marchesi Dalla Rosa. Nel 1788 passa al genovese Ottavio Pio Giambone. Nel XIX secolo il castello viene abbandonato e gli abitanti di Belforte ne asportano i mattoni per costruire le loro abitazioni. Solo in tempi recenti, a seguito di una parziale ristrutturazione ad opera degli abitanti del borgo, si è venuti a conoscenza della presenza di una cerchia interna con all'interno un pozzo profondo 20 metri e di una cerchia esterna a cui si addossavano delle abitazioni.